# Batalhão Sheikh Mansour
Batalhão Internacional de Manutenção da Paz Sheikh Mansur (em ucraniano:  Міжнародний миротворчий батальйон імені Шейха Мансура) é um dos dois batalhões voluntários chechenos (o outro é o Batalhão Dzhokhar Dudayev) que luta contra a Rússia e os separatistas apoiados pela Rússia na guerra russo-ucraniana. É nomeado após Sheikh Mansur, um comandante militar checheno e um líder islâmico que lutou contra a expansão imperialista russa no Cáucaso durante o final do século XVIII. O batalhão é composto principalmente de voluntários chechenos, muitos dos quais são veteranos da Primeira Guerra Chechena e da Segunda Guerra Chechena.

## História

### Criação
O batalhão foi fundado em 2014, na Dinamarca. Foi criado pela Free Caucasus Organization, que foi criada em 2006 na Dinamarca por emigrantes políticos de países/regiões do Cáucaso e da Europa. Em outubro de 2014, o Free Caucasus GPA Presidium anunciou a criação de um batalhão com o nome de Sheikh Mansur que participará da guerra no leste da Ucrânia comandada pelo muçulmano Cheberloyevsky (um veterano das duas guerras checheno-russas). o batalhão foi formado após a separação de uma facção do batalhão Dudayev, devido a líderes decidirem a necessidade de atuar em duas frentes importantes que na época eram Kramatorsk e Mariupol . Foi o segundo batalhão checheno, depois do batalhão Dzhokhar Dudayev anteriormente formado, que se provou bem e recebeu aprovação e apoio das autoridades ucranianas.

### Sanções
O governo ucraniano e o presidente Zelensky extraditaram combatentes do batalhão e aplicaram sanções contra eles em 2021, apesar de sua firme posição pró-Ucrânia. Em 2018, Timur Tumgoev, veterano da guerra do Donbass e membro do batalhão foi extraditado para a Rússia. De acordo com vários relatos, ele foi torturado e condenado a 16 anos de prisão. Vários combatentes ainda estão ameaçados de extradição, como Akhmed Ilaev e Ali Bakaev. Essas extradições e sanções foram criticadas por vários comandantes ucranianos, como Dmytro Yarosh, que culpou o FSB russo e elementos do governo ucraniano.

"Acredito que os agentes do Kremlin, que estão infiltrados nas estruturas de poder e autoridades ucranianas, estão conduzindo uma operação especial para desestabilizar a situação dentro do Estado, com o objetivo de expandir ainda mais a agressão e uma invasão em larga escala da Ucrânia. os agentes do Kremlin colocam ladrões, bandidos, elementos anti-ucranianos, Pessoas que, lado a lado conosco, trilharam o caminho militar desde 2014, defendendo nossa liberdade e independência. traído pelo inimigo. Se for necessário usar a força para protegê-los, nós o faremos"— Dmytro Yarosh

### Participação na guerra russo-ucraniana
O batalhão participou da Guerra em Donbas . No impasse de Shyrokyne, o batalhão Sheikh Mansur, juntamente com outras forças ucranianas, lutou contra separatistas apoiados pela Rússia na vila de Shyrokyne, a leste de Mariupol, em 2015. O batalhão foi dissolvido em setembro de 2019; como uma das últimas unidades compostas puramente por soldados voluntários. No entanto, o batalhão foi relatado como ativo novamente durante a invasão russa da Ucrânia em 2022, o Batalhão Sheikh Mansur e o Batalhão Dzhokhar Dudayev estavam mantendo a defesa perto de Kiev e participando de operações partidárias durante a Batalha de Kiev. Eles foram posteriormente implantados em Mariupol.

## Comandantes
- Comandante do Batalhão - Muslim Cheberloyevsky
- Chefe do Estado-Maior do batalhão - Muslim Idrisov